# Архиепархия Каунаса
Архиепа́рхия Ка́унаса (лит. Kauno arkivyskupija) — одна из двух католических архиепархий-митрополий латинского обряда в Литве с кафедрой в городе Каунас (Каунасский уезд). Входит в состав церковной провинции Каунаса. Суффраганными епархиями для неё являются: епархия Вилкавишкиса, епархия Тельшяя и епархия Шяуляя. Латинское название архиепархии — «Archidioecesis Kaunensis». Кафедральным собором архиепархии является церковь Святых Петра и Павла.
Епархия основана в 1417 году как епархия Жемайтии. В 1926 году преобразована в архиепархию Каунаса.
В настоящее время архиепископскую кафедру Каунаса занимает (с 19 февраля 2020 года) Кестутис Кевалас.

## Деканаты
Архиепархия Каунаса подразделяется на 7 деканатов:
- Йонавский деканат (лит. Jonavos dekanatas);
- Юрбаркский деканат (лит. Jurbarko dekanatas);
- Каунасский деканат I (лит. Kauno I dekanatas);
- Каунасский деканат II (лит. Kauno II dekanatas);
- Кедайнский деканат (лит. Kėdainių dekanatas);
- Расейнский деканат (лит. Raseinių dekanatas);
- Укмергский деканат (лит. Ukmergės dekanatas).

## Список предстоятелей

### Епископы Жемайтии (Самогитии)
- Епископы Жемайтийские:[править]  -  1417—1422: Матей из Вильны
  -  1422—1434: Николай Комеданус
  -  1434—1435: Пётр из Львова
  -  1436—1439: Якуб из Вильны
  -  1439—1453: Бартоломей из Пултуска
  -  1453—1464: Ежи из Вильны
  -  1464—1470: Матей из Таполи
  -  1471—1482: Бартоломей Свиренкович
  -  1483—1492: Мартин из Жемайтии
  -  1492—1515: Мартин Линтфар
  -  1515—1530: Николай Радзивилл
  -  1531—1533: Николай Везгайло
  -  1534—1555: Вацлав Вербицкий
  -  1556—1563: Ян Домановский
  -  1564—1564: Станислав Наркуский
  -  1565—1567: Викторин Вербицкий
  -  1567—1574: Юрий Петкевич
  -  1576—1609: Мельхиор Гедройц
  -  1610—1618: Николай Пац
  -  1618—1626: Станислав Кишка
  -  1626—1631: Абрагам Война
  -  1631—1633: Мельхиор Эльяшевич-Гейш
  -  1633—1649: Юрий Скумин-Тышкевич
  -  1649—1659: Пётр Парчевский
  -  1660—1667: Александр Казимир Сапега
  -  1667—1695: Казимир Пац
  -  1695—1708: Ян Иероним Кришпин-Киршенштейн
  -  1710—1713: Ян Николай Згерский
  -  1715—1715: Павел Франтишек Бернард Сапега
  -  1716—1735: Александр Николай Горайн
  -  1736—1739: Юзеф Михаил Карп
  -  1740—1762: Антоний Доминик Тышкевич
  -  1762—1778: Ян Доминик Лопатинский
  -  1778—1802: Ян Стефан Гедройц
  -  1802—1838: Юзеф Арнульф Гедройц
  -  1838—1844: Симон Николай Гедройц
  -  1849—1875: Матей Казимир Волончевский
  -  1875—1883: Александр Берасневич
  -  1883—1908: Мечислав Леонард Палюлён
  -  1910—1913: Каспар Феликс Циртовт
  -  1914—1926: Франтишек Коревич

### Архиепископы Каунаса
- Juozapas Skvireckas — (5 апреля 1926 — 3 декабря 1959);
  - вакансия (1959—1989);
- Винцентас Сладкявичюс, M.I.C. — (10 марта 1989 — 4 мая 1996, в отставке);
- Сигитас Тамкявичюс, S.J. — (4 мая 1996 — 11 июня 2015, в отставке);
- Лёнгинас Вирбалас, S.J. — (11 июня 2015 — 1 марта 2019, в отставке);
  - Альгирдас Юревичюс — (1 марта 2019 — 19 февраля 2020 — апостольский администратор);
- Кестутис Кевалас — (19 февраля 2020 — по настоящее время)